# Pandora: Beneath the Paradise
Pandora: Beneath the Paradise (koreanischer Originaltitel: 판도라: 조작된 낙원; RR: Pan-do-ra: Jo-jak-dwin Nak-won) ist eine südkoreanische Dramaserie, die von Studio Dragon und Chorokbaem Media umgesetzt wurde.  In Südkorea fand die Premiere der Serie am 11. März 2023 auf tvN statt. Im deutschsprachigen Raum erfolgte die Erstveröffentlichung der Serie am 12. April 2023 durch Disney+ via Star als Original.

## Handlung
Hong Tae-ra führt mit ihrem wunderbaren Ehemann Pyo Jae-hyun und ihrer reizenden kleinen Tochter Pyo Ji-woo ein Leben, um das sie viele beneiden würden. Doch als ihre Vergangenheit sie einzuholen droht und ihre verlorenen Erinnerungen wieder zum Vorschein kommen, nimmt ihr Weg eine Wendung, ähnlich dem Schicksal der Pandora in der griechischen Mythologie. Um ihre geliebte Familie zu beschützen, schreitet Hong Tae-ra voran und begibt sich auf den Pfad der Rache.

## Besetzung
| Rolle         | Schauspieler  |
| ------------- | ------------- |
| Hong Tae-ra   | Lee Ji-ah     |
| Pyo Jae-hyun  | Lee Sang-yoon |
| Go Hae-soo    | Jang Hee-jin  |
| Jang Do-jin   | Park Ki-woong |
| Goo Sung-chan | Bong Tae-gyu  |

## Episodenliste
| Nr. | Deutscher Titel | Originaltitel | Erstausstrahlung (Südkorea) | Deutschsprachige Erstveröffentlichung (D/A/CH) |
| --- | --------------- | ------------- | --------------------------- | ---------------------------------------------- |
| 1   | Folge 1         | 1화           | 11. März 2023               | 12. Apr. 2023                                  |
| 2   | Folge 2         | 2화           | 12. März 2023               | 12. Apr. 2023                                  |
| 3   | Folge 3         | 3화           | 18. März 2023               | 19. Apr. 2023                                  |
| 4   | Folge 4         | 4화           | 19. März 2023               | 19. Apr. 2023                                  |
| 5   | Folge 5         | 5화           | 25. März 2023               | 26. Apr. 2023                                  |
| 6   | Folge 6         | 6화           | 26. März 2023               | 26. Apr. 2023                                  |
| 7   | Folge 7         | 7화           | 1. Apr. 2023                | 3. Mai 2023                                    |
| 8   | Folge 8         | 8화           | 2. Apr. 2023                | 3. Mai 2023                                    |
| 9   | Folge 9         | 9화           | 8. Apr. 2023                | 10. Mai 2023                                   |
| 10  | Folge 10        | 10화          | 9. Apr. 2023                | 10. Mai 2023                                   |
| 11  | Folge 11        | 11화          | 15. Apr. 2023               | 17. Mai 2023                                   |
| 12  | Folge 12        | 12화          | 16. Apr. 2023               | 17. Mai 2023                                   |
| 13  | Folge 13        | 13화          | 22. Apr. 2023               | 24. Mai 2023                                   |
| 14  | Folge 14        | 14화          | 23. Apr. 2023               | 24. Mai 2023                                   |
| 15  | Folge 15        | 15화          | 29. Apr. 2023               | 31. Mai 2023                                   |
| 16  | Folge 16        | 16화          | 30. Apr. 2023               | 31. Mai 2023                                   |